# Aquecedor de infravermelhos

## Radiador de infravermelhos como elemento de aquecimento
Os radiadores de infravermelhos (mencionados neste artigo) são componentes ou aparelhos que, pela sua estrutura, se destinam por base a transformar tanto a maior quantidade possível da energia (corrente eléctrica, gás) acumulada em calor, libertando-o numa superfície de radiação.
Independentemente da construção do radiador de infravermelhos, o objectivo é sempre transmitir o calor emitido pelo radiador de infravermelhos, o qual é distribuído em ondas independentemente de um outro meio de transporte, ao bem a aquecer e com a menor quantidade possível de perdas.
Há que ter em atenção que o radiador de infravermelhos emite radiação infravermelha sempre num determinado alcance de comprimento de onda (alcance espectral), dependendo da sua concepção técnica. Este é, por exemplo, o alcance de infravermelhos de 2 – 11 μm; sendo este considerado o valor máximo da sua potência de radiação. Isto significa que qualquer radiador de infravermelhos também emite em alcances de comprimento de onda que se encontram fora da sua potência máxima de radiação. 

## Efeitos sobre os corpos irradiados
Por causa das diferentes estruturas atómicas dos bens a aquecer, estes últimos distinguem-se por terem diferentes alcances espectrais, nos quais melhor absorvem a radiação emitida. A parte da radiação que não pode ser absorvida pelo material será conduzida através do mesmo ou por ele reflectida.
A absorção da radiação de infravermelhos pelo bem a aquecer é designada de absorção. O processo de absorção pelos bens a aquecer é também consequentemente um processo (proporcional), acompanhado por uma radiação reflectida e transmitida. Uma absorção a 100% é tecnicamente impossível. A absorção total dá-se apenas nos modelos teóricos dos corpos negros.

## Radiador de infravermelhos cerâmico
O radiador de infravermelhos cerâmico consiste numa resistência eléctrica condutora de calor completamente embutida em material cerâmico adequado. Através do encaixe completo, a energia gerada pelo condutor de calor é transferida para o material envolvente. Isto protege o condutor de calor contra o sobreaquecimento e possibilita o prolongamento do seu tempo de vida útil. O material utilizado no encaixe do condutor de calor não é condutor de electricidade e deve ter boas propriedades de absorção e de emissão no alcance de comprimento de onda de infravermelhos desejado. Tendo em consideração estes critérios, os radiadores de infravermelhos cerâmicos são susceptíveis de serem fabricados em diferentes formas.
Os radiadores de infravermelhos cerâmicos são desta forma corpos cerâmicos, nos quais uma parte da superfície é utilizada como superfície de radiação com espiral de aquecimento integrada. Além disso, nos radiadores infravermelhos cerâmicos há a possibilidade de colocar permanentemente um elemento térmico na área circundante ao condutor de calor.
A empresa Elstein-Werk é a inventora dos radiadores de infravermelhos cerâmicos acima descritos. Para o modelo base do radiador cerâmico aparafusável, a patente foi concedida a 24 de março de 1949. Paralelamente a isso, ocorreu o desenvolvimento de radiadores de infravermelhos cerâmicos planos, por meio dos quais foi possível a construção de superfícies de aquecimento de infravermelhos significativamente mais amplas. A patente para radiadores de infravermelhos cerâmicos planos foi concedida à Elstein-Werk em 8 de março de 1950. Devido à rápida difusão da designação dos radiadores de infravermelhos cerâmicos como radiadores Elstein, ainda hoje esta designação é utilizada como termo genérico para radiadores de infravermelhos cerâmicos.